# Blog
Blog (ang. web – sieć; log – dziennik) – forma publikowania oryginalnych treści na stronie internetowej, zawierającej odrębne wpisy, uporządkowane zazwyczaj w kolejności odwrotnie chronologicznej.
Blogi umożliwiają zazwyczaj archiwizację oraz kategoryzację i tagowanie wpisów, a także komentowanie notatek przez czytelników danego dziennika sieciowego. Ogół blogów traktowany jako medium komunikacyjne nosi nazwę blogosfery. W blogach najważniejszą funkcję komunikacyjną pełni tekst językowy, choć pojawiają się także materiały graficzne czy nagrania video.
Blog od wielu innych stron internetowych różni się zawartością. Niegdyś weblogi utożsamiano ze stronami osobistymi. Dziś ten pogląd jest nieaktualny, wciąż jednak od innych stron internetowych blogi odróżnia bardziej personalny charakter treści: częściej stosowana jest narracja pierwszoosobowa, a fakty nierzadko przeplatają się z opiniami autora. Ponadto można spotkać się z definicją bloga jako sposobu komunikacji.

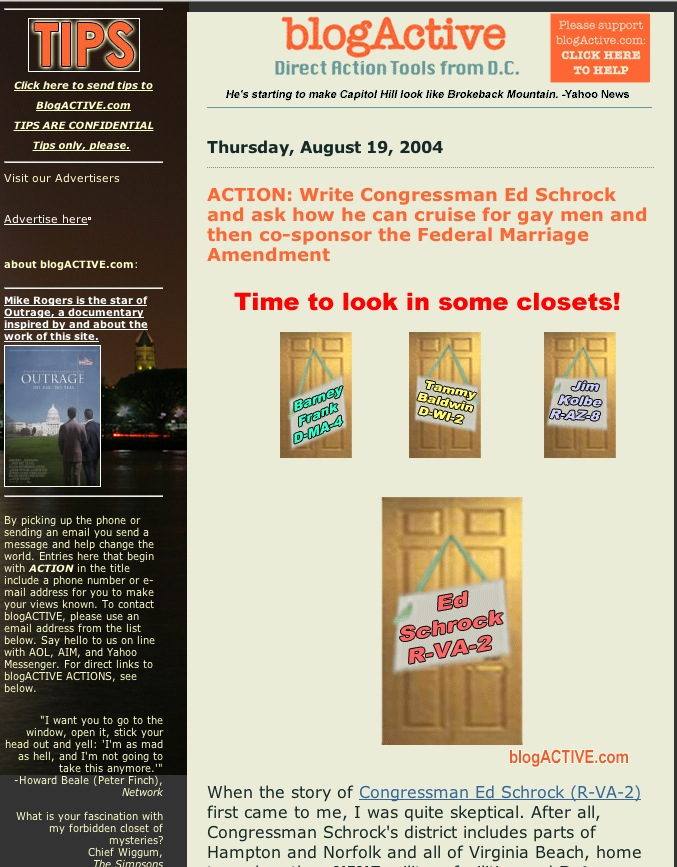
Zrzut ekranu z przykładowym blogiem

## Historia
Pierwszy raz termin „blog” został użyty w maju 1999 r. przez Petera Merholza, redaktora jednego z najwcześniejszych internetowych dzienników, znanego pod nazwą „Robot Wisdom”. Od dwóch lat funkcjonowało już jednak określenie „weblog” autorstwa Jorna Bargera, oznaczające strony, na których umieszczane były jedynie linki do innych stron z danej dziedziny, ewentualnie komentarze/wpisy ułożone w porządku odwrotnym do chronologicznego. Blogami nazywano zaś pamiętniki online. Za pierwszego bloga uznaje się stronę WWW założoną 13 listopada 1990 przez Tima Bernersa-Lee. Od tego czasu weblogi rozwijały się bardzo prężnie. Sabina Cisek wyodrębnia trzy etapy ich rozwoju: 1994–2001, 2001–2004 oraz od 2004 r. do teraz. Przez te wszystkie lata zmieniły się wygląd, forma (od kolekcji linków do następujących po sobie wpisów) i zawartość blogów, a także ich funkcje oraz oprogramowanie narzędziowe. Tematycznie zaczęły przeważać blogi osobiste, udające pamiętniki online. Coraz popularniejsze są też jednak blogi profesjonalne, prowadzone w celach zawodowych.

### Początki blogowania w Polsce
Za jednego z pierwszych blogerów w Polsce Leszek Olszański uważa Piotra Waglowskiego, autora serwisu VaGla.pl (1997 r.). W rozmowie z Markiem Jeleśniańskim, Piotr Waglowski stwierdził jednak, że nigdy nie uważał się za blogera (ponieważ, jak sam twierdzi, „nie wie, co to jest blog”). Początki polskiego blogowania związane są ponadto z takimi dziennikami sieciowymi, jak „Brukowiec literacki online” (kumple.blog.pl, 2003 r.) oraz „Graster” (raster.blog.pl, 2003 r.).

## Zastosowania i aspekty społeczne
Blogi często mają charakter osobisty. Niegdyś utożsamiano je z internetowymi pamiętnikami, dziś ich zakres tematyczny jest tak szeroki, że to określenie wydaje się niesprawiedliwe. Blogi zawierają osobiste przemyślenia, uwagi, komentarze, rysunki, nagrania (audio i wideo) – przedstawiają w ten sposób światopogląd autora. Dzienniki sieciowe mają też wiele innych zastosowań: mogą być używane jako wortale poświęcone określonej tematyce, narzędzia marketingu czy komunikacji (np. politycznej). O ile blogi osobiste mają zazwyczaj jednego autora, o tyle w innych przypadkach blog ma nierzadko wielu autorów (blogi kolektywne).
Autorzy blogów śledzą zazwyczaj inne blogi, tworzą do nich odsyłacze (blogroll, trackback) i nawiązują kontakty z ich autorami, wtedy siatka blogów zaczyna działać jako większa, powiązana całość, czyli tzw. blogosfera. W przypadku blogów poświęconych specyficznej tematyce wymiana myśli między autorami może sprzyjać rozwojowi danej dziedziny wiedzy. W przypadku blogów osobistych autorzy nawiązują często stosunki towarzyskie, dlatego też porównuje się sieć blogów z aplikacjami rodzaju social networking.

## Rodzaje blogów
Zasadniczy podział blogów opiera się na kryterium środków wyrazu, zazwyczaj wykorzystywanych przez autora. Na tej podstawie można wyróżnić:
- blog tekstowy – najczęściej wykorzystywanym środkiem wyrazu jest tekst (blogi tego typu są najpopularniejsze); ma on pewne cechy typowe dla tradycyjnych dzienników, takie jak: sposób tworzenia narracji, doraźność i referencjalność poruszanych zagadnień, elementy metatekstowe oraz swobodna forma wypowiedzi;
  - mikroblog – poszczególne wpisy ograniczają się zazwyczaj do jednego lub dwóch zdań, często liczba znaków jest ograniczona (np. Twitter);
- linklog – zasadniczą zawartością są odnośniki do innych treści, czasem opatrzone komentarzem;
- fotoblog – podstawową treść stanowią fotografie;
- wideoblog – podstawową treść stanowią filmy, czyli vlogi[13];
- audioblog – jego treść stanowią pliki audio (podcasty).

Ponadto można wyróżnić:
- moblog – treść jest umieszczana za pomocą urządzenia mobilnego;
- blog dynamiczny – taki, na którym wpisy pojawiają się przynajmniej raz dziennie[14];
- flog – blog osobisty, którego autor jest opłacany przez przedsiębiorstwo; jego celem jest ukryta reklama produktów;
- roblog – treść jest dobierana bez ingerencji człowieka;
  - spam blog (splog) – ma na celu manipulowanie wynikami wyszukań wyszukiwarek internetowych.

Ze względu na cel pisania wyróżniamy blogi:
- osobiste – przypominają dzienniki intymne;
- blogi relacyjne – to odmiana blogów osobistych – głównym celem jest podtrzymywanie kontaktów towarzyskich;
- zawodowe – np. naukowe lub dziennikarskie, zakładane po to, aby zbudować wizerunek i wiarygodność poprzez prezentację dotychczasowego dorobku autora;
- opisujące świat – autorzy wyrażają w nich swoje opinie na różne tematy, dzielą się z odbiorcami swoimi zainteresowaniami;
- blogi podróżnicze – opisujące miejsca, atrakcje turystyczne i sposoby na podróżowanie;
- blogi reklamowe – (fake blogs) blogi reklamowe, ich inicjatorami są firmy;
- splogi – treści blogów, które są automatycznie wypełniane przez maszyny spamujące.

## Funkcje blogów
W artykule „Blog jako dokument osobisty – specyfika dziennika prowadzonego w Internecie” Marta Olcoń na podstawie analizy wypowiedzi blogerów wyróżniła kilka najważniejszych powodów prowadzenia bloga. Daje on bowiem możliwość:
- ekspresji – forma bloga stwarza okazję do wyrażenia siebie, subiektywnej wizji świata, w której manifestuje się osobowość i oryginalność autora. Blog realizuje zatem potrzebę bycia dostrzeżonym, a nawet podziwianym. To też narzędzie wywierania wpływu dzięki istnieniu społeczności sieci;
- autopromocji – pisanie dziennika w przestrzeni wirtualnej oferuje możliwość wykreowania i wypromowania alternatywnego „ja”
- zaspokajania przyjemności – zarówno czytanie, jak i pisanie bloga to forma rozrywki, sposób spędzania czasu wolnego, dostarczanie codziennej porcji przyjemności;
- zaspokajania potrzeby więzi, towarzyskości – blog pozwala uciec przed samotnością, umożliwia nie tylko ekspresję siebie, ale także nawiązanie interesujących kontaktów towarzyskich. Blog przeistacza się w ten sposób w forum dyskusyjne;
- spełnienia potrzeb emocjonalnych – wyładowania swoich emocji, poczucia wolności słowa i swobody wypowiedzi.

Artykuły o blogach w Wikipedii:
- Pharyngula
- Gizmodo
- Climate Audit
- Laptopical

Artykuły o blogerach w Wikipedii:
- Kataryna
- Wawrzyniec Prusky
- Sergiusz Pinkwart
- Jessica Mercedes